# Diuris parvipetala
Diuris parvipetala är en orkidéart som först beskrevs av Alick William Dockrill, och fick sitt nu gällande namn av David Lloyd Jones och Mark Alwin Clements. Diuris parvipetala ingår i släktet Diuris och familjen orkidéer. Inga underarter finns listade i Catalogue of Life.